# Narodowy Park Geologiczny Zhangye Danxia
Narodowy Park Geologiczny Zhangye Danxia (chiń.: 张掖丹霞国家地质公园) – położony w północno-zachodnich Chinach obszar chronionego krajobrazu formacji skalnych o dużych walorach estetycznych, słynący z różnokolorowych warstw piaskowca odsłoniętych przez erozję skał. Chroniony wcześniej jako prowincjonalny park krajobrazowy, został w 2011 roku przekształcony w park narodowy. W 2009 roku obszar ten został uznany za jeden z najpiękniejszych krajobrazów w Chinach pod względem ukształtowania terenu.

## Położenie
Park zajmuje 510 km² i jest położony na północnym pogórzu pasma Qilian Shan. Rozciąga się na terenie powiatu Linze i autonomicznego powiatu Sunan w prefekturze Zhangye w środkowej części prowincji Gansu (tzw. „Korytarz Gansu”). Główny obszar parku znajduje się w pobliżu miejscowości Kangle i Baiyin. Najważniejsza część parku, Rezerwat Krajobrazowy Linze Danxia jest położony 30 km na zachód od Zhangye. Jest to najchętniej odwiedzana część parku, posiada też najlepiej rozwiniętą infrastrukturę turystyczną. Drugi z rezerwatów, Binggou (冰沟) został otwarty 3 sierpnia 2014 roku i położony jest na północnym brzegu rzeki Liyuan (梨园河). Binggou obejmuje obszar około 300 km² i jest położony na wysokości 1500 – 2500 m n.p.m. Trzeci z obszarów chronionych w ramach parku, Rezerwat Krajobrazowy Sunan Danxia, położony jest w Ganjun, na południe od Linze.

## Krajobraz
Park Zhangye Danxia znany jest przede wszystkim z niezwykłych kolorów skał, które tworzą ostre, nieraz wysokie na setki metrów ściany skalne i ostańce o nietypowych kształtach. Są one wynikiem trwającej 24 miliony lat erozji piaskowców oraz innych skał, z których zbudowane są pogórza. W rezultacie krajobraz tworzą, przypominające tort, różnobarwne warstwy skalne, które w wyniku ruchów górotwórczych zostały przesunięte względem poziomu tworząc malownicze wzgórza. Wiatr, deszcz i mróz nasilając erozję nadały z czasem skałom fantastyczne nieraz kształty podobne do wież, filarów czy wąwozów o różnych kształtach i rozmiarach.

## Turystyka
Już w 2005 roku obszar ten został uznany przez reporterów za jeden z najładniejszych krajobrazów formacji skalnych w Chinach. W 2009 roku „Chinese National Geography” uznał Zhangye Danxia za „szósty najpiękniejszy krajobraz” w Chinach. Park Narodowy jest największą atrakcją turystyczną prefektury Zhangye. By ułatwić turystom zwiedzanie najciekawszych fragmentów parku na trasach wybudowano liczne pomosty, dzięki którym można dotrzeć także do trudno dostępnych formacji skalnych. W 2014 roku zainwestowano w infrastrukturę turystyczną 100 milionów juanów w świeżo utworzonym rezerwacie Binggou.